# Murustaga
Murustaga (łac. Murustagensis) - stolica historycznej diecezji we Cesarstwie Rzymskim w prowincji Mauretania Cezarejska, współcześnie w Algierii. Obecnie katolickie biskupstwo tytularne. Od 1969 roku na stolicy tej zasiada Julian Wojtkowski, biskup pomocniczy warmiński, od 2004 senior.

## Biskupi tytularni
| Lp. | Biskup            | Funkcja                                   | Od               | Do            |
| --- | ----------------- | ----------------------------------------- | ---------------- | ------------- |
| 1   | George Brunner    | emerytowany biskup Middlesbrough (Anglia) | 13 czerwca 1967  | 21 marca 1969 |
| 2   | Julian Wojtkowski | biskup pomocniczy warmiński               | 17 sierpnia 1969 |               |